# Halvgräs
Halvgräs (Cyperaceae) är en växtfamilj bland de enhjärtbladiga växterna. Dessa växter är örter som till det yttre liknar gräsen, med vilka de också är ganska nära besläktade. De har liksom gräsen oansenligt färgade blommor med mycket enkelt hylle eller inget alls. Blommorna har vanligen tre ståndare och sitter i ax. Blommornas färg kommer av att de pollineras genom spridning med vinden, de är inte utformade för att attrahera insekter. Halvgräsen skiljs från gräsen genom att strået skenbart är oledat (det består av en utvecklad och flera outvecklade mellanleder) samt inuti är svampigt (inte ihåligt), att bladens slidor i regel är helt slutna och att fröet inte är sammanväxt med fruktväggen. 
Detta är en stor familj med flera tusen arter. De förekommer i nästan alla länder, men rikligast i de nordligare, där de utgör en betydande del av växtligheten. Av de växtfamiljer som finns i Skandinavien är denna, näst efter korgblommiga växter och gräs (Poaceae), den talrikaste, av vilka de flesta hör till släktet starrar (Carex). De flesta halvgräs växer i kärr och på våta platser. Välbekanta är säv (Schoenoplectus lacustris), som kantar stränderna av insjöar, ängsull (Eriophorum angustifolium), utmärkt genom de vita, långhåriga fruktaxen, och starrarterna, av vilka en del utgör det mesta av gräset på sanka ängar. Stråna och bladen är kiselrika, saftlösa och torra. 
Flera arter, till exempel jordmandel (Cyperus esculentus) och vattenkastanj, har underjordiska stamdelar, som används som livsmedel. De underjordiska stamdelarna från andra arter har använts inom medicinen.

## Lista över halvgräsens släkten
Detta är en lista över släkten i familjen halvgräs (Cyperaceae) alfabetiskt ordnad efter de vetenskapliga namnen.

## A
| Vetenskapligt namn | Auktor         | Svenskt namn | Källa |
| ------------------ | -------------- | ------------ | ----- |
| Abildgaardia       | Vahl           |              | ITIS  |
| Acriulus           | Ridl.          |              | IPNI  |
| Actinoschoenus     | Benth.         |              | IPNI  |
| Afrotrilepis       | (Gilly) Raynal |              | IPNI  |
| Alinula            | J.Raynal       |              | IPNI  |
| Androtrichum       | Brongn.        |              | IPNI  |
| Anosporum          | Nees           |              | IPNI  |
| Arthrostylis       | R.Br.          |              | IPNI  |
| Ascolepis          | Nees ex Steud. |              | IPNI  |
| Ascopholis         | C.E.C.Fisch.   |              | IPNI  |

## B
| Vetenskapligt namn | Auktor           | Svenskt namn     | Källa |
| ------------------ | ---------------- | ---------------- | ----- |
| Baeothryon         | Ehrh.            |                  | IPNI  |
| Baumea             | Gaudich.         |                  | IPNI  |
| Becquerelia        | Brongn.          |                  | IPNI  |
| Bisboeckelera      | Kuntze           |                  | IPNI  |
| Blysmopsis         | Oteng            |                  | ITIS  |
| Blysmus            | Panz. ex Schult. | plattsävssläktet | NRM   |
| Bolboschoenus      | (Aschers.) Palla | avssävssläktet   | ITIS  |
| Bulbostylis        | Kunth            |                  | IPNI  |

## C
| Vetenskapligt namn | Auktor              | Svenskt namn      | Källa |
| ------------------ | ------------------- | ----------------- | ----- |
| Calyptrocarya      | Nees                |                   | IPNI  |
| Capitularina       | J.Kern              |                   | IPNI  |
| Carex              | L.                  | starrsläktet      | NRM   |
| Carpha             | Banks&Sol. ex R.Br. |                   | IPNI  |
| Caustis            | R.Br.               |                   | IPNI  |
| Cephalocarpus      | Nees                |                   | IPNI  |
| Chorizandra        | Steud.              |                   | IPNI  |
| Chrysitrix         | L.                  |                   | IPNI  |
| Cladium            | P.Br.               | agsläktet         | ITIS  |
| Coleochloa         | Gilly               |                   | IPNI  |
| Costularia         | C.B.Clarke          |                   | IPNI  |
| Courtoisina        | Soják               |                   | IPNI  |
| Crosslandia        | W.Fitzg.            |                   | IPNI  |
| Cyathochaeta       | Nees                |                   | IPNI  |
| Cyathocoma         | Nees                |                   | IPNI  |
| Cymophyllus        | Mackenzie ex Britt. | flugstarrssläktet | ITIS  |
| Cyperus            | L.                  | skärmagssläktet   | NRM   |

## D
| Vetenskapligt namn | Auktor  | Svenskt namn    | Källa |
| ------------------ | ------- | --------------- | ----- |
| Desmoschoenus      | Hook.f. | färgsävssläktet | IPNI  |
| Didymiandrum       | Gilly   |                 | IPNI  |
| Diplacrum          | R.Br.   |                 | IPNI  |
| Diplasia           | Rich.   |                 | IPNI  |
| Dulichium          | Pers.   |                 | ITIS  |

## E
| Vetenskapligt namn | Auktor     | Svenskt namn    | Källa |
| ------------------ | ---------- | --------------- | ----- |
| Egleria            | L.T.Eiten  |                 | IPNI  |
| Eleocharis         | R.Br.      | småsävssläktet  | NRM   |
| Eleogiton          | Link       |                 | IPNI  |
| Epischoenus        | C.B.Clarke |                 | IPNI  |
| Eriophoropsis      | Palla      |                 | IPNI  |
| Eriophorum         | L.         | ängsullssläktet | NRM   |
| Erioscirpus        | Palla      |                 | IPNI  |
| Evandra            | R.Br.      |                 | IPNI  |
| Everardia          | Ridl.      |                 | IPNI  |
| Exocarya           | Benth.     |                 | IPNI  |
| Exochogyne         | C.B.Clarke |                 | IPNI  |

## F
| Vetenskapligt namn | Auktor  | Svenskt namn | Källa |
| ------------------ | ------- | ------------ | ----- |
| Ficinia            | Schrad. |              | SKUD  |
| Fimbristylis       | Vahl    |              | ITIS  |
| Fuirena            | Rottb.  |              | ITIS  |

## G
| Vetenskapligt namn | Auktor        | Svenskt namn | Källa |
| ------------------ | ------------- | ------------ | ----- |
| Gahnia             | J.R.&G.Forst. |              | ITIS  |
| Gymnoschoenus      | Nees          |              | IPNI  |

## H
| Vetenskapligt namn | Auktor                | Svenskt namn | Källa |
| ------------------ | --------------------- | ------------ | ----- |
| Hellmuthia         | Steud.                |              | IPNI  |
| Hemicarpha         | Nees                  |              | IPNI  |
| Hymenochaeta       | P.Beauv. ex T.Lestib. |              | IPNI  |
| Hypolytrum         | Pers.                 |              | ITIS  |

## I
| Vetenskapligt namn | Auktor | Svenskt namn     | Källa |
| ------------------ | ------ | ---------------- | ----- |
| Isolepis           | R.Br.  | borstsävssläktet | NRM   |

## K
| Vetenskapligt namn | Auktor             | Svenskt namn    | Källa |
| ------------------ | ------------------ | --------------- | ----- |
| Kobresia           | Willd.             | sävstarrar      | NRM   |
| Kyllinga           | Rottb., nom. cons. | kyllingasläktet |       |
| Kyllingiella       | R.W.Haines&Lye     |                 | IPNI  |

## L
| Vetenskapligt namn | Auktor  | Svenskt namn | Källa |
| ------------------ | ------- | ------------ | ----- |
| Lagenocarpus       | Nees    |              | ITIS  |
| Lepidosperma       | Labill. |              | IPNI  |
| Lepironia          | Pers.   |              | ITIS  |
| Lipocarpha         | R.Br.   |              | ITIS  |
| Lophoschoenus      | Stapf   |              | IPNI  |

## M
| Vetenskapligt namn | Auktor     | Svenskt namn | Källa |
| ------------------ | ---------- | ------------ | ----- |
| Machaerina         | Vahl       |              | ITIS  |
| Mapania            | Aubl.      |              | ITIS  |
| Mapaniopsis        | C.B.Clarke |              | IPNI  |
| Mariscus           | Vahl       |              | IPNI  |
| Mesomelaena        | Nees       |              | IPNI  |
| Microdracoides     | Hua        |              | IPNI  |
| Micropapyrus       | Suess.     |              | IPNI  |
| Morelotia          | Gaudich.   |              | ITIS  |

## N
| Vetenskapligt namn | Auktor        | Svenskt namn | Källa |
| ------------------ | ------------- | ------------ | ----- |
| Neesenbeckia       | Levyns        |              | IPNI  |
| Nemum              | Desv. ex Ham. |              | IPNI  |
| Nelmesia           | Van der Veken |              | IPNI  |

## O
| Vetenskapligt namn | Auktor                   | Svenskt namn | Källa |
| ------------------ | ------------------------ | ------------ | ----- |
| Oreobolopsis       | T.Koyama&E.R.Guaglianone |              | IPNI  |
| Oreobolus          | R.Br.                    |              | ITIS  |
| Oxycaryum          | Nees                     |              | ITIS  |

## P
| Vetenskapligt namn | Auktor                    | Svenskt namn | Källa |
| ------------------ | ------------------------- | ------------ | ----- |
| Paramapania        | Uitt.                     |              | IPNI  |
| Phylloscirpus      | C.B.Clarke                |              | IPNI  |
| Pleurostachys      | Brongn.                   |              | IPNI  |
| Principina         | Uitt.                     |              | IPNI  |
| Pseudoschoenus     | (C.B.Clarke) Oteng-Yeboah |              | IPNI  |
| Ptilanthelium      | Steud.                    |              | IPNI  |
| Pycreus            | P.Beauv.                  |              | IPNI  |

## Q
| Vetenskapligt namn | Auktor | Svenskt namn | Källa |
| ------------------ | ------ | ------------ | ----- |
| Queenslandiella    | Domin  |              | IPNI  |

## R
| Vetenskapligt namn | Auktor   | Svenskt namn | Källa |
| ------------------ | -------- | ------------ | ----- |
| Reedia             | F.Muell. |              | IPNI  |
| Remirea            | Aubl.    |              |       |
| Rhynchocladium     | T.Koyama |              | IPNI  |
| Rhynchospora       | Vahl     | småagar      | NRM   |
| Rikliella          | J.Raynal |              | IPNI  |

## S
| Vetenskapligt namn | Auktor        | Svenskt namn     | Källa |
| ------------------ | ------------- | ---------------- | ----- |
| Schoenoides        | Seberg        |                  | IPNI  |
| Schoenoplectus     | (Rchb.) Palla | sävsläktet       | NRM   |
| Schoenoxiphium     | Nees          |                  | IPNI  |
| Schoenus           | L.            | axagssläktet     | NRM   |
| Scirpodendron      | Zipp. ex Kurz |                  | ITIS  |
| Scirpoides         | Ség.          | klotsävssläktet  | NRM   |
| Scirpus            | L.            | skogssävssläktet | NRM   |
| Scleria            | Berg.         |                  | ITIS  |
| Sphaerocyperus     | Lye           |                  | IPNI  |
| Sumatroscirpus     | Oteng-Yeboah  |                  | IPNI  |
| Syntrinema         | Radlk.        |                  | IPNI  |

## T
| Vetenskapligt namn | Auktor        | Svenskt namn   | Källa |
| ------------------ | ------------- | -------------- | ----- |
| Tetraria           | P.Beauv.      |                | IPNI  |
| Tetrariopsis       | C.B.Clarke    |                | IPNI  |
| Thoracostachyum    | Kurz          |                | IPNI  |
| Torulinium         | Desv. ex Ham. |                | IPNI  |
| Trachystylis       | S.T.Blake     |                | IPNI  |
| Trianoptiles       | Fenzl         |                | IPNI  |
| Trichophorum       | Pers.         | tuvsävssläktet | NRM   |
| Trichoschoenus     | Raynal        |                | IPNI  |
| Tricostularia      | Nees ex Lehm. |                | IPNI  |
| Trilepis           | Nees          |                | IPNI  |
| Tylocarya          | Nelmes        |                | IPNI  |

## U
| Vetenskapligt namn | Auktor | Svenskt namn    | Källa |
| ------------------ | ------ | --------------- | ----- |
| Uncinia            | Pers.  | hakstarrsläktet | SKUD  |

## V
| Vetenskapligt namn | Auktor       | Svenskt namn | Källa |
| ------------------ | ------------ | ------------ | ----- |
| Vesicarex          | Steyerm.     |              | IPNI  |
| Volkiella          | Merxm.&Czech |              | IPNI  |

## W
| Vetenskapligt namn | Auktor     | Svenskt namn | Källa |
| ------------------ | ---------- | ------------ | ----- |
| Websteria          | S.H.Wright |              | ITIS  |

### Auktorkällor
- IPNI - International Plant Names Index
- ITIS - Integrated Taxonomic Information System
- NRM - Naturhistoriska riksmuseets checklista
- SKUD - Svensk kulturväxtdatabas

### Webbkällor
- Den virtuella floran - Halvgräs
- IPNI
- ITIS
- Naturhistoriska riksmuseets checklista
- Svensk kulturväxtdatabas